# 金花站
金花站位于成都市武侯区马新路，为成都地铁10号线的地下车站，于2017年9月6日启用。在10号线建设期间，本站曾使用工程名“金航路南站”，本站土建工程的施工方为中国铁建十六局集团有限公司。在10号线补充环评阶段，因为较可研阶段新增簇锦站，本站的位置向南移动了67米。另外，本站亦與10號線設於地底的金花线上检修库共構，因此其基坑面積較其他車站為大。

## 车站结构
金花站是一个地下两层岛式站台车站，车站位于金航路和马新路的交叉口西侧，位于马新路路面下东北—西南向布置。
| 地面              | ·    | 出口A/C/D |
| 地下一层          | 站厅 | 自助购票 客服中心                                                                                            |
| 地下二层          | 站台 | \| \| \| 10号线往太平园（华兴） \| \| 島式 · 開左邊车门 \| \| \| \| \| \| 10号线往新平（双流机场1航站楼） \| |
|                   |      | 10号线往太平园（华兴）                                                                                       |
| 島式 · 開左邊车门 |      | |
|                   |      | 10号线往新平（双流机场1航站楼）                                                                              |

## 出入口
本站目前开放3个出入口。
|          |                         |                |      |
| 编号     | 设施                    | 指示           | 照片 |
|          | 无障碍电梯 无障碍卫生间 | 金航路         |      |
| 出口 · C |                         | 马新路         |      |
| 出口 · D |                         | 马新路、金航路 |      |

## 公交换乘
地铁金花站：806路；社区巴士1098路。

## 历史
- 2014年11月8日，开始封闭施工[6]；
- 2016年4月30日，主体结构封顶[7]；
- 2017年5月26日，本站实现从建设方到运营方的顺利移交[8]；
- 2017年9月6日，车站正式启用[1]。

## 未来发展
规划中的成都地铁15号线经过本站。